# Marijana Kralj
Marijana Kralj (1895. − 1987.) je bila hrvatska prosvjetna djelatnica, aktivna kulturno-povijesna djelatnica, spisateljica i prevoditeljica. Djelovala je u ženskoj sekciji Katoličkog seniorata.

## Životopis
Rođena je u obitelji sa sedmero djece. Otac joj je bio službenik oružničke postaje u Zagrebu. Braća i sestre su pošle putem prosvjete i/ili studiranja, a istakli su joj se brat Zvonimir, doktor prava i načelnik ministarstva financija, te sestra Božena hrvatska gimnazijska profesorica, novinarka i urednica u nekoliko tuzemnih časopisa (Luč i dr.) u razdoblju između dvaju svjetskih ratova. Obitelj je bila jako povezana s isusovcima, a otac joj je bio član Marijine kongregacije za gospodu.
Studirala je slavistiku i germanistiku na Filozofskim fakultetima u Zagrebu i Beogradu. U Zagrebu je doktorirala 1923. godine. Radila je kao profesorica u Zagrebu na Drugoj realnoj gimnaziji. Surađivala je za razne listove, za koje je pisala tekstove i prevodila: Žensku misao, časopis Hrvatske katoličke ženske sveze, Luč, list hrvatskog katoličkog đaštva, Vjeru i dom, Obitelj, Ženski pokret i ine. Predavala je o psihološkim i pedagoškim temama u raznim kulturnim društvima.
Jedan od poznatijih autora i djela koje je Marijana Kralj prevela jest povijesno-ratni roman poljskog književnika, nobelovca Henryka Sienkiewicza Ognjem i mačem: roman iz sedamnaestoga stoljeća (Ogniem i mieczem). Prijevod je objavljen vjerojatno 1928. godine, u nakladi Hrvatskog književnog društva sv. Jeronima, dio niza Knjižnica dobrih romana, kolo 5. te povijesni roman istog autora Potop, objavljen 1941. – 1942. u nakladi istog nakladnika, dio niza Knjižnica dobrih romana, kolo 24. (izašao u dva izdanja 1941. – 1942.), a još 1916. prevela je Sienkiewiczevo djelo Za kruhom (Za chlebem), objavljeno u nakladi Knjižara novine M. Kelović, a prevela je pod pseudonimom M. Pavlin. Drugi poznati autor kojeg je prevela na hrvatski jest američki književnik Mark Twain, kojem je prevela na hrvatski jezik djelo Pustolovine Toma Sawyera. Prijevod se je zvao Pustolovine malog Tome, a objavljen je u nakladi Hrvatskog književnog društva sv. Jeronima, dio niza Knjižnica dobrih romana, kolo 3.